# Juan Carlos Alsogaray
Juan Carlos Alsogaray Legorburo, también conocido como Paco o El Hippie (26 de octubre de 1946 - La Cruz (Tucumán), 23 de febrero de 1976), fue un sociólogo y militante de Montoneros argentino asesinado y detenido desaparecido por el terrorismo de Estado en Argentina.

## Estudios y militancia
En el año 1962 decidió terminar sus estudios secundarios en el Colegio Militar, pero no fue aceptado debido a que tenía problemas en la vista. Terminó el secundario en otro lugar en 1964. Luego estudió la carrera de Sociología en la Universidad Católica Argentina. Posteriormente se radicó durante un tiempo en París (Francia), donde estudió en la Sorbona y vivió los días del Mayo Francés. Durante su estancia en la capital francesa, vivió un tiempo junto con el padre Carlos Múgica.  
En el año 1970 regresa a la Argentina, donde se casa con Cecilia Taiana, hija de Jorge Taiana. Consiguió un trabajo en la Comisión Municipal de la Vivienda de la ciudad de Buenos Aires el 14 de julio de 1970, escalando posiciones hasta su renuncia el 7 de agosto de 1973.
Formaba parte de la organización peronista Montoneros, en la cual llegará a ser jefe de la columna de la ciudad de La Plata. Durante esta época, dado que usaba barba y pelo largo, lo apodaban El Hippie. Luego se divorció de Cecilia Taiana y tuvo una relación con una compañera montonera, Adriana Cecilia Barcia. Estos se fueron a la provincia de Tucumán para organizar la Columna Montoneros de Monte, la cual estaba compuesta inicialmente por unos 30 combatientes, que luego llegaron a ser unos cien. 
En Montoneros estuvo a cargo de varias operaciones, se lo ha acusado de formar parte del atentado en el despegue del avión Hércules C-130 de la Fuerza Aérea con gendarmes que volvían de Tucumán el 28 de agosto de 1975, llamada Operación Gardel. El avión se incendió y el saldo fue de 6 muertos y 26 heridos, todos gendarmes.

## Circunstancias de muerte
El 23 de febrero de 1976 desapareció Juan Carlos, quien se encontraba al mando de la Columna Montoneros de Monte en Tucumán. Allí ocurrió un combate entre 65 miembros de la misma emboscaron a una patrulla del Regimiento de Infantería Aerotransportada 14, siendo muertos dos militares y diez guerrilleros. Juan Carlos fue capturado y desarmado en La Cruz, departamento Burruyacu, a unos 35 kilómetros al este de la capital tucumana. Luego fue asesinado a bayonetazos, mientras aún vestía el uniforme de oficial Montonero. Inmediatamente, su pareja Adriana Barcia, le avisó de la desaparición a su padre, el general Julio Rodolfo Alsogaray, quien había sido comandante en jefe del Ejército.
Aprovechando su cargo, el general Alsogaray y su esposa se dirigieron a Tucumán a entrevistarse con el comandante del Operativo Independencia, general Antonio Domingo Bussi. Allí Bussi  les mostró documentación que contenía fotos y datos de los guerrilleros abatidos en el operativo. Entre éstas había una foto de su hijo desfigurado con un uniforme azul, el que usaban los montoneros en operaciones. Mario Oscar Ferreyra, conocido como El Malevo Ferreyra, aseguraba que era él quien mató a Juan Carlos Alsogaray fusilado con un fusil FN FAL.
Ante el llanto de la madre al ver la fotografía del cuerpo de su hijo, Bussi le prohibió llorar y la reprendió diciéndole: “Señora, no le voy a permitir que llore en mi presencia. Si va a llorar, retírese. Porque si usted ha perdido un hijo, yo todos los días pierdo hijos en esta guerra”. Los padres de Juan Carlos Alsogaray pudieron recuperar su cuerpo y hacerle pericias. El parte de la V Brigada era que había muerto en combate, sin embargo los informes periciales demostraron que había sido apresado vivo y matado a golpes, tiros y bayonetazos. Tres década después el general Bussi sería condenado a prisión perpetua.Como consecuencia de la muerte de Juan Carlos, Julio Alsogaray envió a su otro hijo, Julio, al Uruguay a exiliarse.